# Droga wojewódzka 901
Die Droga wojewódzka 901 (DW 901) ist eine 75 Kilometer lange Droga wojewódzka (Woiwodschaftsstraße) in der polnischen Woiwodschaft Schlesien und der Woiwodschaft Opole, die Gliwice mit Olesno verbindet. Die Straße liegt im Powiat Gliwicki, im Powiat Strzelecki und im Powiat Oleski.

## Straßenverlauf
Woiwodschaft Schlesien, Powiat Gliwicki
-  Gliwice (Gleiwitz) (DK 78)
-  Anschlussstelle, Gliwice (Gleiwitz) (DW 902)
-  Brücke (Viadukt) (Brücke über eine Bahnstrecke)
-  Gliwice (Gleiwitz) (DK 78)
-  Anschlussstelle, Gliwice (Gleiwitz) (DK 88)
-  Pyskowice (Peiskretscham) (DK 94)
- gleicher Streckenverlauf mit Droga krajowa 94
-  Pyskowice (Peiskretscham) (DK 94)
-  Wielowieś (Langendorf) (DW 907)
- gleicher Streckenverlauf mit Droga wojewódzka 907
-  Kieleczka (Kieleschka) (DW 907)
-  Brücke (Viadukt) (Brücke über eine Bahnstrecke)

Woiwodschaft Opole, Powiat Strzelecki
-  Bahnübergang, Kielcza (Keltsch) (Brücke über eine Bahnstrecke)
-  Bahnübergang, Zawadzkie (Zawadzki) (Brücke über eine Bahnstrecke)
-  Kreisverkehr, Zawadzkie (Zawadzki) (DW 426, DW 463)
-  Brücke (Małapanew)

Woiwodschaft Opole, Powiat Oleski
-  Bahnübergang, Pludry (Pluder) (Brücke über eine Bahnstrecke)
-  Kreisverkehr, Dobrodzień (Guttentag) (DK 46)
-  Hochstraße (Myślina)
-  Kreisverkehr, Olesno (Rosenberg O.S.) (DK 11, DW 494)